# Clint Eastwood
Clinton Eastwood mlajši, ameriški filmski igralec, režiser in producent ter skladatelj, * 31. maj 1930, San Francisco, Kalifornija, ZDA.
Eastwood je znan po vlogah silakov in antiherojev kot je »grobi policaj« »Umazani« Harry Callahan v nizu filmov Umazani Harry in vlogah Moža brez imena v špageti vestrnih Sergia Leonea. Eastwooda mnogi uvrščajo kot enega ikon ameriških filmskih igralcev vseh časov.
Je tudi dobitnik oskarjev:
- za cinični vestern Neoproščeno leta 1992 je dobil nagrado za režijo (film je dobil še tri oskarje)
- leta 2005 je za film Punčka za milijon dolarjev spet dobil nagrado za režijo (film skupno štiri oskarje)

## Mladost
Clint se je rodil v Bolnici svete Marije v San Franciscu očetu Clintonu Eastwoodu starejšemu in materi Margaret Ruth Runner v družini škotskih, irskih, nizozemskih in angleških korenin. Kot otrok je doživel veliko depresijo, kar se je poznalo v njegovih poznejših filmih.
Clint starejši, občasni jeklarski delavec v krajih ob Zalivu San Francisca, je bil v tem času primoran iskati delo na širokem področju obalne in celinske Kalifornije. Po filmskem poznavalcu Davidu Kehru so Eastwoodovi z edincem Clintom mlajšim preživeli večino desetletja brez stalnega bivališča. To izkušnjo je kasneje leta 1982 prikazal film Honkytonk Man. Eastwood je zaradi svojega otroštva in vzgoje, izhajajoče iz delavskega okolja, kot igralec postal predstavnik ameriškega srednjega razreda bolj kot drugi kalifornijski igralci in režiserji. Za svoj film iz leta 1988 Bird je uporabil ulice s hišami iz brestovega lesa osrednjega Sacramenta, čisto nehollywoodsko okolje, ki se ga je spominjal iz časov, ko je kratek čas živel tam.
V času na Oaklandski tehniški gimnaziji v Oaklandu mu je eden od njegovih učiteljev dodelil vlogo v igri. Na ta način je poskušal, da bi bil Clint manj vase zaprt, vendar mu to ni uspelo.
Eastwooda so med korejsko vojno leta 1951 vpoklicali v vojsko. Na osnovno usposabljanje je odšel v Fort Ord na Monterey Bayju. Hoteli so ga poslati v vojno v Korejo, vendar je med poletom iz Seattlea, kjer je obiskal domače in dekle, doživel nesrečo, saj je moral torpedni bombnik Vojne mornarice zasilno pristati na vodi nedaleč od San Francisca. Clint je bil prisiljen plavati do obale. Zaradi tega je postal inštruktor plavanja in je ostal v Fort Ordu. V tem času je spoznal igralce, ki so kakor on služili vojaški rok: Martina Milnerja (Route 66), Davida Janssena (The Fugitive) in Richarda Longa (The Big Valley).
Po odslužitvi je leta 1953 odšel v Južno Kalifornijo. Na Mestnem kolidžu Los Angelesa je študiral gledališko igro.

## Filmografija
Eastwood je režiral mnogo filmov, v nekaterih od njih je tudi igral.
| Leta | Film                                             | Vloga                                         |
| ---- | ------------------------------------------------ | --------------------------------------------- |
| 2008 | Gran Torino                                      | Walt Kowalski                                 |
| 2004 | Punčka za milijon dolarjev (Million dollar baby) | Frankie Dunn                                  |
| 2002 | Krvna slika (Blood Work)                         | Terry McCaleb                                 |
| 2000 | Vesoljski kavboji (Space Cowboys)                | Dr. Frank Corvin                              |
| 1999 | True Crime                                       | Steve Everett                                 |
| 1997 | Absolute Power                                   | Luther Whitney                                |
| 1995 | Najini mostovi (The Bridges of Madison County)   | Robert Kincaid                                |
| 1993 | A Perfect World                                  | Chief Red Garnett                             |
| 1993 | Na ognjeni črti (In the Line of Fire)            | Tajni agent Frank Horrigan                    |
| 1992 | Neoproščeno (Unforgiven)                         | William 'Bill' Munny                          |
| 1990 | The Rookie                                       | Nick Pulovski                                 |
| 1990 | White Hunter Black Heart                         | John Wilson                                   |
| 1989 | Pink Cadillac                                    | Tommy Nowak                                   |
| 1988 | The Dead Pool                                    | Inšpektor 'Dirty' Harry Callahan              |
| 1986 | Heartbreak Ridge                                 | Topniški narednik Tom 'Gunny' Highway         |
| 1985 | Pale Rider                                       | Pridigar                                      |
| 1984 | City Heat                                        | Poročnik Speer                                |
| 1984 | Tightrope                                        | Wes Block                                     |
| 1983 | Sudden Impact                                    | Inšpektor 'Dirty' Harry Callahan              |
| 1982 | Honkytonk Man                                    | Red Stovall                                   |
| 1982 | Firefox                                          | Mitchell Gant                                 |
| 1980 | Any Which Way You Can                            | Philo Beddoe                                  |
| 1980 | Bronco Billy                                     | Bronco Billy McCoy                            |
| 1979 | Pobeg iz Alcatraza                               | Frank Morris                                  |
| 1978 | Every Which Way But Loose                        | Philo Beddoe                                  |
| 1977 | The Gauntlet                                     | Ben Shockley                                  |
| 1976 | The Enforcer                                     | Inšpektor 'Dirty' Harry Callahan              |
| 1976 | The Outlaw Josey Wales                           | Josey Wales                                   |
| 1975 | The Eiger Sanction                               | Dr. Jonathan Hemlock                          |
| 1974 | Thunderbolt and Lightfoot                        | Thunderbolt                                   |
| 1973 | Magnum Force                                     | Inšpektor 'Dirty' Harry Callahan              |
| 1973 | High Plains Drifter                              | The Stranger                                  |
| 1972 | Joe Kidd                                         | Joe Kidd                                      |
| 1971 | Umazani Harry                                    | Inšpektor 'Dirty' Harry Callahan              |
| 1971 | Play Misty for Me                                | David 'Dave' Garver                           |
| 1971 | The Beguiled                                     | Cpl. John McBurney                            |
| 1970 | Kelly's Heroes                                   | Vojak Kelly                                   |
| 1970 | Two Mules for Sister Sara                        | Hogan                                         |
| 1969 | Paint Your Wagon                                 | Sylvester 'Pardner' Newel                     |
| 1968 | Orlovo gnezdo (Where Eagles Dare)                | Poročnik Morris Schaffer                      |
| 1968 | Coogan's Bluff                                   | Šerifov namestnik Walt Coogan                 |
| 1968 | Hang 'Em High                                    | Policijski predstojnik Jed Cooper             |
| 1967 | Streghe, Le                                      | Charlie (segment »Sera come le altre, Una«)   |
| 1966 | Buono, il brutto, il cattivo, Il                 | Blondie                                       |
| 1965 | Per qualche dollaro in più                       | Manco                                         |
| 1964 | Per un pugno di dollari                          | Joe                                           |
| 1959 | Rawhide (TV)                                     | Rowdy Yates (1959–1966)                       |
| 1958 | Ambush at Cimarron Pass                          | Keith Williams                                |
| 1958 | Lafayette Escadrille                             | George Moseley                                |
| 1957 | Escapade in Japan                                | Dumbo Pilot (uncredited)                      |
| 1956 | The First Traveling Saleslady                    | Poročnik Jack Rice, Roughrider                |
| 1956 | Away All Boats                                   | Marine (Medic; uncredited)                    |
| 1956 | Star in the Dust                                 | Tom (ranch hand; uncredited)                  |
| 1956 | Never Say Goodbye                                | Will (uncredited)                             |
| 1955 | Tarantula                                        | Vodja eskadrona reaktivnih letal (uncredited) |
| 1955 | Lady Godiva                                      | First Saxon (uncredited)                      |
| 1955 | Francis in the Navy                              | Jonesey                                       |
| 1955 | Revenge of the Creature                          | Laboratorijski tehnik (uncredited)            |